# ナマクアカメレオン
ナマクアカメレオン（学名：Chamaeleo namaquensis）は、カメレオン科に分類されるカメレオンの一種。カメレオンでは珍しい地上性で、ナミビア、南アフリカ共和国、アンゴラの砂漠に生息する。

## 形態

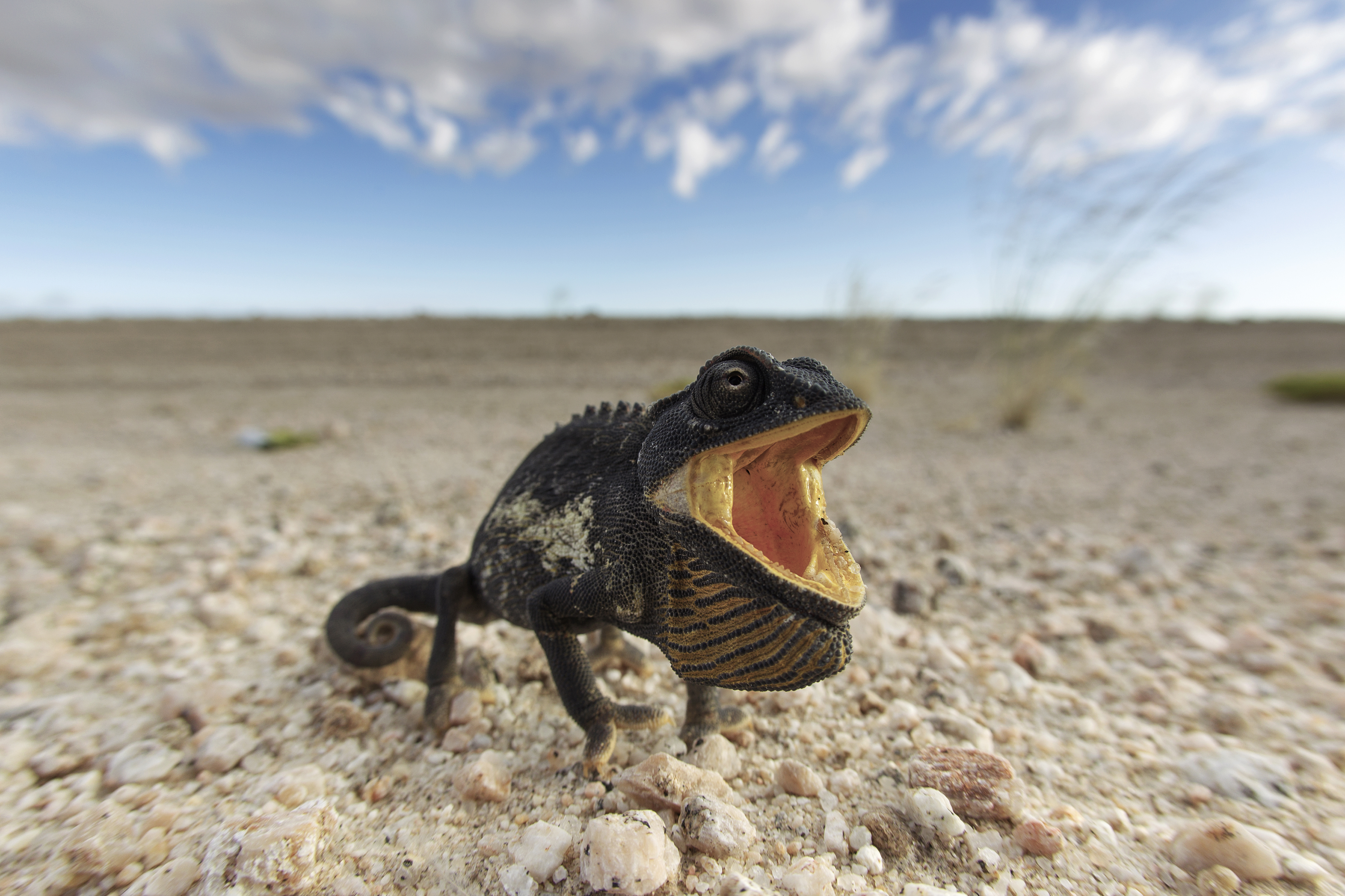
ナミブ＝ナウクルフト国立公園で撮影。口を大きく開けて威嚇している。

南部アフリカでは最大のカメレオンの一つで、全長は25 cmに達する。雌の方が体が大きいが、雄は頭部やカスクが大きく、半陰茎があるため尾の付け根は膨らむ。地上生活に適応しているため、尾は樹上性カメレオンに比べて短い。背面の正中線には大きな棘があり、後頭部には目立つ尖ったカスクがあり、カメレオン属の種にある喉の棘は無い。多くのカメレオンと同様に鼻に塩腺があり、塩化ナトリウムやカリウムなどの余分なミネラルを排出する。吸湿性のある皮膚を持ち、毛細管現象によって鱗に接触した水分を吸収できる。モロクトカゲ、テキサスツノトカゲ、インドトゲオアガマ、オオヨロイトカゲなど、他の乾燥地域に生息するトカゲ類も同様の特徴を持つ。
体色は通常灰色か茶色で、脇腹に明るい斑点がいくつかあり、背面に暗色の斑点があり、喉に黄色か赤の縞模様がある。また体色を変化させて体温調節を行い、涼しい朝には熱をより効率的に吸収するために黒くなり、日中の暑い時間帯には光を反射するために明るい灰色になる。体の左右で両方の色を同時に見せることもある。ほとんどの砂漠の動物と同様に、高い環境温度に適応しているが、低温の時期も耐えることができる。気温は年間を通じて変化するが、ナマクアカメレオンの生息地の年間平均気温は沿岸部で19.3 °C、地面の表面温度は26.6 - 31.8 °Cである。内陸部では、気温は平均24.1 °C、表面温度は平均30 - 34.5 °Cである。

## 分布と生息地
南部アフリカ西部の乾燥地域に生息しており、特にナミブ砂漠で一般的である。南は南アフリカ共和国の西ケープ州、北はアンゴラ南部まで記録されている。分布域の最東端、ナミビア東部では、ディレピスカメレオンの分布域と重なっている。
カルーの灌木地帯、砂砂漠、岩石砂漠、岩場などの乾燥地帯や半乾燥地帯に生息し、海岸でも見られる。陸生で、通常は地面を歩いている姿が見られるが、幼体は木に登ることもある。

## 生態

### 巣穴
砂漠は気温が昼間は50度以上、夜間には氷点下近くになることもあるため、砂に巣穴を掘ることで熱気や冷気から身を守る。時には放棄された齧歯類の巣穴を利用することもあるが、自ら巣穴を掘ることも多い。

### 摂餌

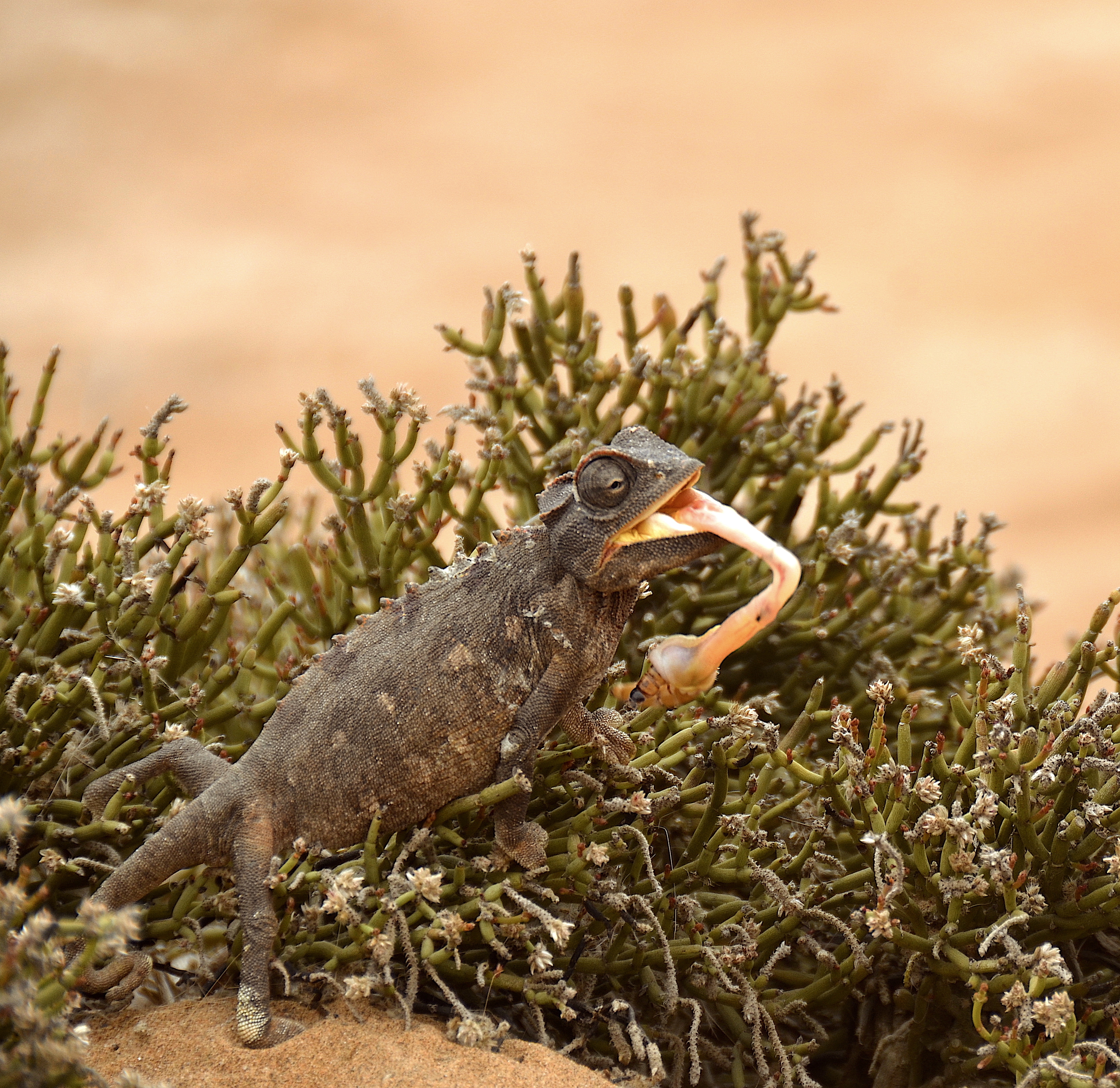
長い舌で甲虫を捕らえた様子。

樹上性カメレオンとは異なり、尾は物を掴むのに適していないが、狩りのスタイルは似ており、獲物にゆっくりと忍び寄って長い舌で捕まえる。逃げようとする獲物を追いかけ、舌ではなく顎で捕らえることもある。ナマクアカメレオンは主に昆虫を食べ、ほとんどがゴミムシダマシ科の甲虫で、少量ではあるがバッタ類を食べる。時折、トカゲ、ヘビ、その他の節足動物も食べる。共食いも観察されている。自分の体長の2倍もあるペリングウェイアダーを捕まえて殺す個体が目撃された。彼らは主に砂丘や岩場で獲物を狩り、沿岸では潮間帯で海洋節足動物を捕食する個体もおり、カメレオンの中では唯一である。通常は生きた獲物を捕食するが、飼育下では死んだ餌を食べることもある。危険な獲物を狩る際、ヘビやトカゲの頭、クモの牙、サソリやハチの針を噛み潰し、最終的に獲物を仕留めて食べる。
野生でも定期的に植物を食べ、カメレオンの中では珍しい。沿岸個体群では植物が最大で食事の29.1%、内陸個体群では20% を占めるが、平均的には沿岸個体群で2.8%、内陸個体群で1.5%である。植物の中ではハマビシ科の Zygophyllum stapffi の肉質部分が最もよく食べられる。飼育下では、特に多肉植物などは依然として食べられるが、野生ほど頻繁ではない。ナマクアカメレオンは雑食性のカメレオンである可能性があり、草食性のトカゲの場合と同様に、鼻腺の排泄物にカリウムが存在することもそれを裏付けている。小石、砂利、砂などの無機物も摂取される。沿岸部では食事の30%、内陸部では1.1%を占めるが、平均ではそれぞれ6.2%と0.5%である。無機物は消化や寄生虫の除去に役立つと示唆されている。植物をより多く摂取する沿岸部の個体は無機物も多く摂取する。
代謝率が高く、食欲旺盛で、胃が完全に満たされるまで食べ、食べ物が小腸に移動するとすぐに再び食べ始めることが多い。野生の個体は通常、限界まで満腹で、成体は1日平均12回の食事をとり、1回の食事で通常約19 - 23匹の大きな甲虫を食べる。これはナミブ砂漠の食べ物が非常に豊富で常に入手可能であることを反映しており、飼育下では再現が難しい条件である。その結果、飼育下の個体は野生ほど速く成長しない。

### 給水
水はナマクアカメレオンにとって極めて重要で、植物、岩、砂などの表面についた露や、霧の凝結水を飲む。海から流れ込む濃い霧は、生息地のほとんどで年間を通じてほぼ毎日発生し、朝と午後に発生するが、時には一日中続くこともある。また、カメレオンたちは食べ物、特に甲虫や植物から水分を摂取する。毛細管現象によって水を飲むこともでき、鱗にある小さな管が水を体全体に運ぶ。実験では、染色した水を体の側面に置くと、目に見えて背中や頭、尾の方に移動した。そして頭を向け、体に溜まった水を飲んだ。砂漠の爬虫類としては珍しく、膀胱が非常に小さいため、水を貯めるのにほとんど役に立たない。さらに、腸はたいてい食物で満たされているため、水を貯めるスペースはほとんどない。霧、食物、総排泄腔が尿から水分を再吸収することで十分な水分が容易に得られるためであると思われる。水の再吸収は、塩腺が余分なミネラルを除去することで助けられる。水分の喪失率は哺乳類よりもはるかに低く、食物のタンパク質分解から比較的多くの水分を得ることもできる。ただし、食物と湿気以外に定期的な飲料水源が必要である。

### 天敵と防御
ジャッカル、ワシタカ類、オオトカゲに捕食される。他のカメレオンと同様に、ネコ、イヌ、キツネなどの外来捕食者の餌食になる。しかし、カメレオンにしては速く走り、潜在的な危険を回避する。また、素早く黒くなり、体と喉袋を膨らませ、シューシューと音を立て、明るい黄色の口を大きく開けて天敵を驚かせ、身を守る。追い詰められると突進し、強力な顎で攻撃者に噛みつこうとし、噛みつくと強い力で離さない。

### 社会性
成体になると縄張り意識が強くなり、広大な縄張りを維持するようになる。縄張りが重なると縄張り争いがよく起こる。同性の個体同士の争いの方がはるかに多いが、雌雄の争いも起こる。雌の方が体が大きく攻撃的なので、雌同士の縄張り争いがやや多い。とはいえ、雌が持つ縄張りは雄よりもはるかに小さい。雌の平均縄張りサイズは、内陸の個体では868 m²、沿岸の個体では382 m² である。雄の縄張りは内陸の個体では平均1,250 m²、沿岸の個体では1,718 m² である。縄張り争いでは、個体同士が重傷を負うことがよくある。交尾後、縄張りを持つ個体は相手を強制的に追い出す。一方、若い個体は成体から縄張りの脅威とはみなされず、追い出されることは無い。若い個体は縄張りを持たず、行動範囲も変化するため、機会があれば他の若い個体と一緒に寝ることさえある。飼育下では縄張りを維持することはできないが、直径約35cmの休息場所や巣作り場所を守ることが知られている。巣作り場所の防衛は飼育下でのみ行われる。

### 繁殖
繁殖は年間を通じていつでも行うことができ、雌は交尾後35 - 45日後に産卵する。雌は1年に2 - 3回卵を産むが、たまに4回産むこともある。1回の産卵で10 - 13個の卵を産み、多いときは22個、少ないときは6個のこともある。卵は乾燥しないように、砂利の下や湿った砂の層に埋められる。休息用の巣穴を延長して産卵することもある。これにより親は卵の近くで過ごすことができる。野生では、深さ20 - 25cmの巣穴を掘り、湿った砂の層に届くように15cmの深さで卵を産む。飼育下では、卵は基質の下約10cmに埋められることがある。6 - 8個の卵が層状に産み付けられ、1つの層が埋められてから、その上にもう1つの層が産み付けられる。穴掘りと産卵は8 - 10時間続く。飼育下では珍しく、雌雄を問わず他のカメレオンが産卵後に穴をふさぐのを手伝うことがある。卵は100日ほどで孵化する。幼体は木登りを好み、成体より木登りが得意である。雌は150日で性成熟し、雄は210日で性成熟する。多くのカメレオンや他のトカゲと同様に、雌は一度交尾した後、精子を蓄えることができ、数ヶ月後にまた受精卵を産むことができる。求愛中、成体は斑点模様の体色になる。排卵したばかりの雌だけが交尾を受け入れる。受け入れない雌は交尾しようとする雄を攻撃し、体の大きさの違いにより雄は重傷を負ったり、死に至ることもある。産卵は雌にとって負担が大きく、脂肪の蓄えを枯渇させる。雌は産卵後、胃の容量が許す限り食べる。飼育下では、雌は産卵後に好きなだけ食べられるようにする必要がある。胚や卵が産卵時に特に発達していることから、この種は卵胎生へと進化している過程にあると示唆されている。

## 人との関わり
ワシントン条約の付属書IIに指定されており、一般に流通することは珍しい。映画『マッドマックス 怒りのデス・ロード』はナミブ砂漠で撮影されており、本種を含めた砂漠の生態系への影響が懸念されていた。